# Кіотський протокол
Не плутати з Кіотська конвенція
Кіо́тський протоко́л — міжнародна угода про обмеження викидів в атмосферу парникових газів. Головна мета угоди: стабілізувати рівень концентрації парникових газів в атмосфері на рівні, який не допускав би небезпечного антропогенного впливу на кліматичну систему планети.
Протокол зобов'язує розвинуті країни та країни з перехідною економікою скоротити або стабілізувати викиди парникових газів у 2008–2012 роках до рівня 1990 року.
Кіотський протокол  — додатковий документ до Рамкової конвенції ООН зі змін клімату, підписаної 1992 року на міжнародній конференції в Ріо-де-Жанейро. Конвенція набрала силу у 1994 році. Сам протокол прийнято в Кіото 11 грудня 1997 року. Період підписання протоколу відкрився 16 березня 1998 року і завершився 15 березня 1999 року. Кіотський протокол почав діяти з 16 лютого 2005 року.
На сьогодні протокол підписала та ратифікувала 191 країна, в тому числі більшість промислово розвинутих країн, крім США, які підписали, але не ратифікували угоду.
Ним було узгоджено, що країни-учасниці зобов'язані зменшити середньорічні обсяги викидів парникових газів в період 2008—2012 рр. в середньому на 5,2 % (у порівнянні з 1990 р.). Окреме зобов'язання щодо їх зниження взяли Японія — на 6 %, США — на 7 % та ЄС — на 8 %. В межах ЄС на окремі країни були накладені різні обмеження. Зокрема, в червні 1998 року Міністри довкілля країн ЄС своєю постановою зобов'язали Австрію зменшити їх викиди на 13 % (для порівняння: північні країни ЄС зобов'язались досягти максимального їх пониження, на 28 %).

## Докладніше
Для вступу в дію протоколу, цей документ зобов'язані були ратифікувати країни, які відповідають за щонайменш 55 % викидів парникових газів. Після ратифікації протоколу Росією наприкінці 2004 року (17,4 % світових викидів парникових газів), зазначений документ набув чинності 16 лютого 2005 року. Частка викидів парникових газів країн, які приєдналися до протоколу, становить в цей час 62 %. Проте, країни, що ратифікували протокол, не мають особливих стимулів його виконувати, допоки США (25 % світових викидів CO2) не ратифікували зазначений документ. Україна ратифікувала Кіотський протокол 4 лютого 2004 (повідомлення про ратифікацію подане 12 квітня 2004 Status of ratification [Архівовано 5 березня 2011 у Wayback Machine.]).
Зменшення викидів кожна країна може здійснювати за допомогою збільшення ефективності виробництва, зменшення обсягів виробництва, раціональнішого використання енергоресурсів, а також виконання проєктів, які призводять до зменшення викидів парникових газів у інших країнах. Кіотським протоколом передбачаються гнучкі механізми щодо зменшення викидів парникових газів шляхом закупівлі відповідних сертифікатів за кордоном:
1. Механізм чистого розвитку (англ. Clean Development Mechanism, CDM) — передбачає співпрацю між країною, яка розвивається, та індустріалізованою країною;
2. Торгівля викидами (англ. International Emission Trading, IET) — передбачає прямий продаж викидів від однієї індустріалізованої країни до іншої;
3. Спільне впровадження (англ. Joint Implementation, JI) — передбачає співпрацю між двома індустріалізованими країнами.

Для врегулювання викидів парникових газів, країни ЄС роблять ставку на внутрішню торгівлю сертифікатами викидів, які, «де факто», репрезентують право на забруднення довкілля парниковими газами. Починаючи з 2005, кожне європейське промислове підприємство, яке відповідає вимогам Схеми Торгівлі Викидами EU ETS отримує певну кількість таких сертифікатів. Якщо деякі підприємства в стані зменшувати шкідливі викиди, наприклад, шляхом технологічних новацій, то вони зможуть продавати залишкові сертифікати іншим фірмам, які перевищують норми наданого їм ліміту. Аналогічно, невикористані внаслідок зниження виробництва сертифікати, можуть бути продані. Таким чином, ініціюється національний, а згодом, і європейський ринок сертифікатів, який з точки зору економічної теорії є одним із найкращих методів регулювання ринку.
Таким чином існує можливість для налагодження міжнародної співпраці у сфері скорочення викидів CO2. Підставою для цього є можливість купівлі країнами одиниць викидів CO2 в інших державах. Як відомо, для встановлення базового рівня викидів парникових газів для більшості країн було обрано 1990 р. З урахуванням трансформаційних процесів в економіці України кількість викидів CO2 вітчизняною промисловістю за період 1990—2004 рр. суттєво скоротилися. У цьому зв'язку, Україна може продавати свої одиниці викидів іншим країнам в рамках механізму торгівлі викидами. Підприємства, зокрема учасники EU ETS, мають можливість придбати одиниці скорочень викидів від механізму спільного впровадження.
Незалежно від Кіотського протоколу існує також європейське законодавство в галузі захисту якості повітря, зміни клімату та озонового шару. Відповідно до постанови Європейської Комісії (№ 2037/2000) щодо захисту довкілля і, зокрема, озонового шару країни-члени ЄС повинні інформувати про вжиті заходи стосовно повторного використання («Recycling»), оновлення та знищення шкідливих речовин, типу фторхлорвуглеводневих (ФХВВ) та інших газів з подібним негативним впливом на озон. На сьогодні, як і було погоджено Монреальським протоколом 1987 року, замість ФХВВ використовуються фторовуглеводневі гази (ФВВ), які не впливають на озон в атмосфері. Але за рахунок цього вирішується тільки питання озонових дір, а проблема парникового ефекту залишається.

## Упровадження механізмів Кіотського протоколу в Україні
В Україні впровадження механізмів Кіотського протоколу, у тому числі в частині реалізації проєктів, спрямованих на охорону довкілля є метою Національного агентства екологічних інвестицій України. Проте діяльність уряду, за оцінкою громадських експертів, є однобічною, оскільки сконцентрована навколо двох пріоритетів: проєкти спільного впровадження (спостерігається скоріше перешкоджання імплементації механізму шляхом постійної зміни умов, правил і процедур розробки, підтримки та затвердження проєктів спільного впровадження) та торгівля квотами (активне сприяння імплементації, проте без прозорості в питаннях, що стосуються використання на практиці коштів, які може забезпечити даний механізм).

## Перспектива
З 2020 року на зміну Кіотському протоколу має прийти Паризька кліматична угода, яка вступила в дію 4 листопада 2016.